# Eliane Sinhasique

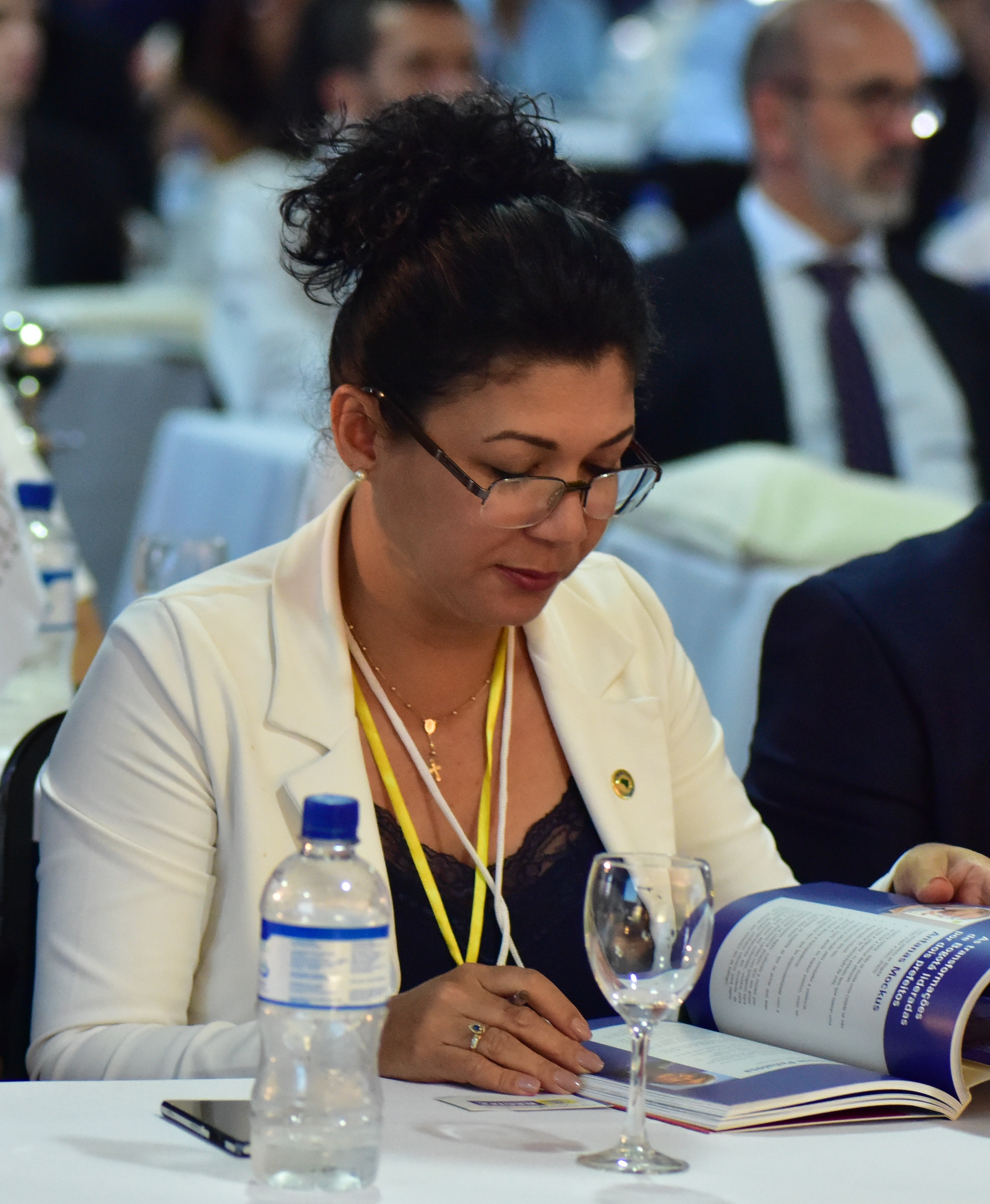
Eliane Sinhasique (2015)

Eliane Pereira Sinhasique, bekannt als Eliane Sinhasique (* 12. Dezember 1969 in Guaíra, Paraná), ist eine brasilianische Journalistin und Politikerin, die den Podemos (PODE) angehört.

## Leben
Sinhasique, im Inneren von Paraná geboren, kam als Siebenjährige mit ihren Eltern, die in der Landwirtschaft tätig waren, nach Acre.
Sie wurde Journalistin und war für Zeitungen (A Gazeta), Hörfunk (Capital AM, Gazeta FM, Boas Novas) und Fernsehen (TV Gazeta, TV Educativa, TV Rio Branco, TV 5) tätig. Bekanntheit erlangte sie durch das Programm Toque & Retoque beim Sender Gazeta FM.

## Politische Laufbahn
Am 4. März 2010 wurde sie bis 2022 Mitglied des Movimento Democrático Brasileiro (bis 2017 PMDB), bis sie 2022 zur Partei Podemos wechselte.
Bei den Kommunalwahlen in Brasilien 2012 wurde sie in den Stadtrat von Rio Branco, Hauptstadt des Bundesstaates Acre, gewählt. Dieses Amt als vereadora hatte sie vom 1. Januar 2013 bis 30. Januar 2015 inne.
Sie kandidierte mit 4138 der gültigen Stimmen erfolgreich bei den Wahlen in Brasilien 2014 für das Amt als Landesabgeordnete in der Legislativversammlung von Acre in der 14. Legislaturperiode vom 1. Februar bis 31. Januar 2019.
Nicht erfolgreich war sie dagegen bei den Kommunalwahlen in Brasilien 2016 als Stadtpräfektin (Bürgermeisterin) in Rio Branco. Sie unterlag hier mit 60.871 oder 30,02 % der Stimmen (zweiter Platz) dem wiedergewählten Marcus Alexandre.
Bei den Wahlen in Brasilien 2018 erhielt sie einen Nachrückerplatz als Deputierte.
Stattdessen erhielt sie in der Regierung des Gouverneurs Gladson Cameli vom 1. Januar 2019 bis 7. September 2021 das Amt als Staatssekretärin für Unternehmertum und Tourismus (Secretária de Empreendedorismo e Turismo do Acre).

## Veröffentlichungen
- Confidências Radiofônicas de um Povo sem Voz. M. M. Paim, Rio Branco 2009, ISBN 978-85-446-0089-4.